# Páncélba zárt szellem (film, 1995)
A Páncélba zárt szellem (Ghost in the Shell, további magyar címei: Szellem a kagylóban, Palackba zárt szellem és Szellem a palackban, Japánban Kókaku kidótai (攻殻機動隊; Hepburn: Kōkaku kidōtai)) 1995-ben bemutatott japán–brit tudományos fantasztikus animációs film, amely Siró Maszamune azonos című mangáján alapszik. A filmet Osii Mamoru rendezte, forgatókönyvét Itó Kazunori írta, zenéjét Kavai Kendzsi szerezte. A Páncélba zárt szellem japán–brit nemzetközi koprodukcióban készült el a Kodansha gyártásában, együttműködve a Bandai Visual és a Manga Entertainment produkciós cégekkel és a Production I.G animációs stúdióval.
A film cselekménye egy technológiailag magasan fejlett jövőben játszódik, főszereplője a kiborg Kuszanagi Motoko, a 9-es Csoport nevű rendvédelmi szerv őrmestere, aki csapatával egy rejtélyes, Bábjátékosnak hívott hackert üldöz. Ahogy a nyomozás során egyre több bizonyítékot és gyanúsítottat talál, úgy fedezi fel politikai összeesküvések sorozatát és a Bábjátékos valódi azonosságát és céljait. A film átfogó filozófiai témái közt, a főszereplőn keresztül, fontos szerepet kap az önazonosság egy technológiailag fejlett világban. A főszereplőket Tanaka Acuko, Ócuka Akio és Kajumi Iemasza szólaltatják meg.
A Páncélba zárt szellem ősbemutatója 1995. szeptember 23-án volt a Tokiói Nemzetközi Filmfesztiválon, a mozik 1995. november 18-án kezdték vetíteni Japán-szerte a Shochiku forgalmazásában. Nemzetközi szinten a Manga Entertainment forgalmazásában jelent meg. Magyarországon először az M1 vetítette 2004. szeptember 15-én Szellem a kagylóban címmel, majd mozibemutatójára 2006. november 26-án került sor az Odeon forgalmazásában. A kiadó még ez évben megkezdte a DVD-n való forgalmazást is.
A Páncélba zárt szellemet széles körben tekintik minden idők egyik legjobb animefilmjének, az animerajongók körében kultuszfilmmé vált, a kritikusok pedig külön dicsérik a látványvilágát, melyet kiválóan valósítottak meg a hagyományos celluloidlapos és a számítógépes animáció kombinálásával. A film számos filmrendezőnek adott inspirációt, köztük a Wachowski testvéreknek, a Mátrix-filmtrilógia alkotóinak és James Cameronnak. 2004-ben Osii rendezésében elkészült a folytatás Páncélba zárt szellem 2. – Ártatlanság címmel, amelyet inkább önálló munkának és nem valódi folytatásnak tekintenek. 2008-ban Ghost in the Shell 2.0 címen megjelent a film digitálisan felújított változata, amely új hangot és háromdimenziós animációt tartalmaz. 2017-ben mutatták be az amerikai élőszereplős adaptációt Scarlett Johansson főszereplésével.

## Cselekmény
A nem is olyan távoli jövőben az egyesült hálózatok a csillagokig nyúlnak. Elektronok cikáznak keresztül-kasul a világegyetemben. A fejlett technika azonban nem törölte el végleg a nemzetek közötti különbségeket.
2029-ben a kibernetikus technológia fejlődésével lehetővé vált az emberi test „tuningolása”, például megnagyobbított agy, vagy akár teljes egészében kibernetikus részekkel való helyettesítése. Egy másik jelentős eredmény a kiberagy, a mechanikai burkolatú emberi agy, amely lehetővé teszi az internethez és más hálózatokhoz való kapcsolódást. Egy gyakran említett kifejezés a „szellem”, ami a mechanikus testben („páncél”) lakozó tudatra utal.
Kuszanagi Motoko őrnagy a 9-es Csoport támadóalakulatának feje New Port Cityben, Japánban. Nakamura, az elhárítással foglalkozó 6-os Csoport parancsnoka utasítására végez egy külföldi diplomatával, megakadályozva egy Daita nevű programozó disszidálását.
A külügyminiszter tolmácsának fejébe valaki behatol, feltehetően azzal a céllal, hogy egy közelgő diplomáciai találkozón meggyilkolja a küldötteket. A feltételezett elkövető a Bábmesternek hívott hírhedt hacker, aki képes behatolni mások agyába és irányítani őket. Kuszanagi embereivel, Batouval, Toguszával és Isikavával megkezdi a nyomozást, követve a telefonhívásokat, melyekkel a vírust küldték. Az üldözés során elfognak egy kukást és egy bűnözőt, azonban mindkettő csak agymosott ember, hamis emlékképekkel, akik nem adnak nyomot a Bábmesterről, a vizsgálat így zsákutcába kerül.
A Megatech Body, egy „páncélt” gyártó vállalat, gyanúsan szoros kapcsolatot tart fenn a kormányzattal, meghackel és összerak egy kibernetikus testet. A test elszökik, de egy teherautó elüti. Ahogy a 9-es Csoport megvizsgálja a testet, a számítógép agyában egy emberi „szellemet” talál. Kuszanagiéknak fontos az ügy, mivel mindnyájuknak van érintettsége a Megatechhel. Váratlanul megérkezik Nakamura, hogy visszavigye a testet és a benne lévő programot. Azt állítja, hogy az agyban lévő „szellem” maga a Bábmester, akit a 6-os Csoport csalt a testbe. A test újra aktiválódik és azt állítja, hogy érző lény, s politikai menedéket kér. Miután a Bábmester röviden érvel arról, hogy mit jelent emberinek lenni, egy Nakamura kíséretében érkezett álcázott ügynök elterelő akciót indít és távozik a testtel.
Kuszanagi csapata átverést sejt, és azonnal üldözőbe veszik az ügynököt. Eközben a 9-es Csoport a „Project 2501”-et – ahogy korábban a Bábmester utalt magára – kutatja és kapcsolatba kerülnek Daitával, akit a 6-os Csoport próbál megakadályozni az ország elhagyásában. Az Isikava által felfedezett információk alapján Aramaki Daiszuke, a 9-es Csoport főnöke arra a következtetésre jut, hogy a 6-os Csoport maga hozta létre a Bábmestert különféle politikai célokra, de elvesztette felette az irányítást és ezért kétségbeesetten próbálják visszaszerezni a testet.
Kuszanagi követi az autót, amely a testet szállítja egy elhagyatott épületbe, de egy nagy lépegető tank védi. Annak ellenére, hogy a Bábmester „szellemével” néz szembe, Kuszanagi a tankot erősítés nélkül támadja meg, de az majdnem megöli őt. A partnere, Batou időben megérkezik, hogy megmentse őt, és segít az agyának összekapcsolódni a Bábmesterrel. A Bábmester elmagyarázza Kuszanaginak, hogy a 6-os Csoport hozta létre, s mialatt a különböző hálózatok között vándorolt, érző lénnyé vált és elkezdett gondolkodni a létezésén. Teljes értékű élőlénynek tartja magát, mert vannak érzései és képes felfogni a létezését, azonban két dologra még nem képes, ami élőlénnyé tenné: a szaporodásra és a pusztulásra, ezért egy olyan fizikai agyban akar létezni, amely végül meghal. Mivel nem tudott elmenekülni a 6-os Csoport hálózatából, kibernetikus testbe kellett letöltenie magát. Miután Kuszanagival annak tudtán kívül kapcsolatba lépett, úgy véli, ő is megkérdőjelezi az emberi mivoltát és nagyon sok közös van bennük. Azt javasolja, hogy vonják össze a szellemeiket, cserébe Kuszanagi a Bábmester minden képességét megszerzi. Kuszanagi elfogadja az egyesülést. A 6-os Csoport mesterlövészei eközben megközelítik az épületet és megpróbálják elpusztítani a Bábmester és Kuszanagi agyát, hogy eltussolják a Project 2501-et. A Bábmester „páncélja” megsemmisül, de Batou megvédi Kuszanagi fejét, hogy megmentse az agyát. Ahogy a 9-es Csoport közeledik a helyszínhez, a mesterlövészek visszavonulnak.
Kuszanagi egy új kiborg gyermek testében ébred fel, Batou menedékházában. Elmondja Batounak, hogy a testében lévő szervezet se nem Kuszanagi, se nem a Bábmester, hanem kettőjük kombinációja. Megígéri Batounak, hogy újra találkoznak, majd elhagyja a házat és azon elmélkedik, hogy hová menjen, hiszen a „hálózat végtelen”.

## Szereplők
| Szereplő | Japán hang                              | Angol hang (stáblistában feltüntetett név)   | Magyar hang                    | Magyar hang                            | Magyar hang                         |
| Szereplő | Japán hang                              | Angol hang (stáblistában feltüntetett név)   | 1. magyar változat (MTV, 2004) | 2. magyar változat (Odeon, 2006)       | 3. magyar változat (HBO, 2022)      |
| --- | --------------------------------------- | -------------------------------------------- | ------------------------------ | -------------------------------------- | ----------------------------------- |
| Kuszanagi Motoko (草薙 素子; Hepburn: Kusanagi Motoko) | Tanaka Acuko Szakamoto Maaja (kislány)  | Mimi Woods                                   | Horváth Lili                   | Kerekes Andrea Talmács Márta (kislány) | Mentes Júlia Károlyi Lili (kislány) |
| Batou (バトー; Bató; Hepburn: Batō) | Ócuka Akio                              | Richard Epcar (Richard George)               | Vass Gábor                     | Vass Gábor                             | Bognár Tamás                        |
| Bábjátékos / Project 2501 (人形使い; Ningjózukai; Hepburn: Ningyōzukai; Puppet Master, Puppeteer) | Kajumi Iemasza Szakakibara Josiko (2.0) | Tom Wyner (Abe Lasser)                       | Csankó Zoltán                  | Seder Gábor                            | Fehér Tibor                         |
| Togusza (トグサ; Hepburn: Togusa) | Jamadera Kóicsi                         | Christopher Joyce                            | Takátsy Péter                  | Zámbori Soma                           | N/A                                 |
| Aramaki Daiszuke (荒巻大輔; Hepburn: Aramaki Daisuke) | Óki Tamio                               | William Frederick Knight (William Frederick) | Uri István                     | Versényi László                        | Rába Roland                         |
| Isikava (イシカワ; Hepburn: Ishikawa) | Nakano Jutaka                           | Michael Sorich                               | Rosta Sándor                   | Beratin Gábor                          | Stern Dániel                        |
| Nakamura (ナカムラ) | Genda Tessó                             | Simon Prescott (Ben Isaacson)                | Áron László                    | Varga Tamás                            | N/A                                 |
| Daita Mizuho (台田瑞穂) | Mijamoto Micuru                         | Richard Cansino (Steve Davis)                | N/A                            | N/A                                    | N/A                                 |
| kukás #1 | Jamadzsi Kazuhiro                       | Kevin Seymour (Tom Carlton)                  | Honti Molnár Gábor             | Kapácsy Miklós                         | N/A                                 |
| kukás #2 | Csiba Sigeru                            | Doug Stone                                   | Bicskey Lukács                 | Vári Attila                            | N/A                                 |
| álcaruhás bűnöző | Macujama Takasi                         | N/A                                          | Wohlmuth István                | N/A                                    | N/A                                 |
| főcím, stáblista felolvasása | –                                       | –                                            | Bozai József                   | Korbuly Péter                          | Orosz Gergely                       |
| További hangok az 1. magyar változatban: Bolla Róbert, Németh Kriszta, Pálfai Péter |                                         |                                              |                                |                                        |                                     |
| További hangok a 2. magyar változatban: Bartók László, Bauer Eszter, Csampisz Ildikó, Fehér Péter, Garamszegi Gábor, Janovics Sándor, Kajtár Róbert, Kossuth Gábor, Nagy Viktor, Posta Victor, Presits Tamás |                                         |                                              |                                |                                        |                                     |
| További hangok a 3. magyar változatban: Albert Péter, Bordás János, Bácskai János, Berkes Bence, Bergendi Áron                                                                                               |                                         |                                              |                                |                                        |                                     |

### Magyar változat
MTV
- Magyar szöveg: Móré Annamária
- Hangmérnök: Illés Gergely
- Vágó: Simkóné Varga Erzsébet
- Gyártásvezető: Sarodi Tamás
- Szinkronrendező: Dezsőffy Rajz Katalin
- Szerkesztő: Lajos Géza

A szinkront a Mafilm Audio Kft. készítette.
Odeon
- Magyar szöveg: Varró Attila
- Hangmérnök: Böhm Gergely, Másik Zoltán
- Vágó: Wünsch Attila
- Gyártásvezető: Molnár Melinda
- Szinkronrendező: Földi Tamás
- Rendezőasszisztens: Bauer Eszter

A szinkront az Active Kommunikációs Kft. készítette.
HBO
- Magyar szöveg: Imri László
- Hangmérnök: Regenye András
- Vágó: Kránitz Bence
- Gyártásvezető: Derzsi-Kovács Éva
- Szinkronrendező: Dezsőffy Rajz Katalin
- Produkciós vezető: Dallos Miklós

A szinkront a Iyuno készítette.

## Megvalósítás

### Alapelgondolás, inspirációk

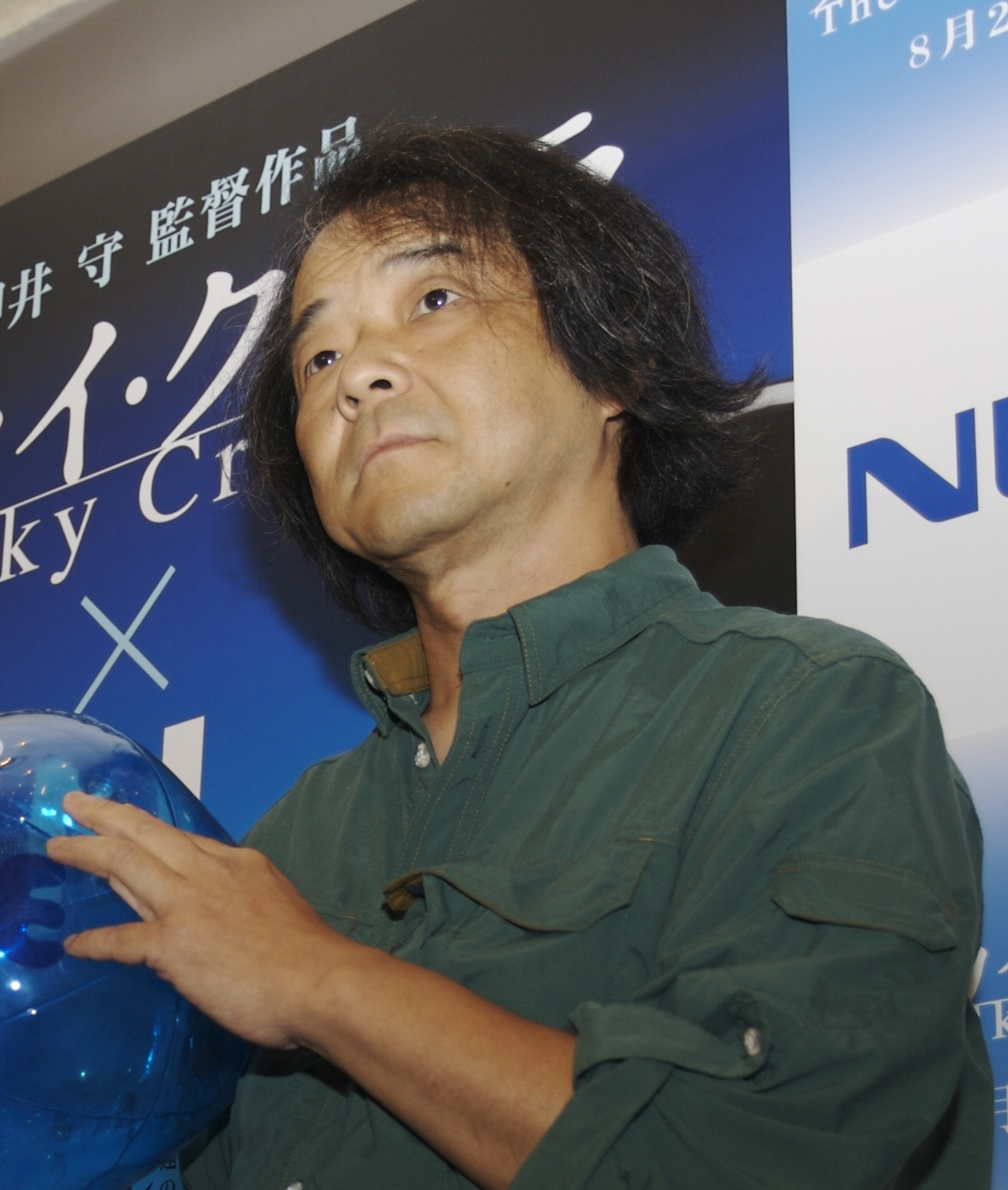
Osii Mamoru rendező 2008-ban

Osii Mamoru rendező alapötlete és motivációi kapcsán elmondta, „A megérzéseim azt mondták, hogy ez a futurisztikus világról szóló történet azonnali üzenetet közvetít a mai világunknak. A számítógépek is érdekeltek a saját személyes tapasztalataim révén. Ugyanilyen érzésem volt a Patlabor esetében is, és azt gondoltam, érdekes lenne egy olyan film készítése, amely a közeljövőben zajlik. Még Hollywoodban is csak néhány olyan filmet készítettek, melyek egyértelműen ábrázolják a számítógépek hatását és hatalmát. Úgy gondoltam, hogy ezt a témát hatékonyabban lehet átadni animáción keresztül.” Osii egy későbbi interjúban kifejtette, hogy a technológia megváltoztatja az embert, a japán kultúra részévé vált, és nagy befolyással bír rá. Osii elárulta, hogy mindig is érdekelte a technológia, emellett gyerekkora óta kétségei vannak saját személyes identitásával kapcsolatban. Ez utóbbi minden japán fiatalt érintő témává vált.
A rendező azon szemlélete, hogy takarékoskodjon az akciójelenetekkel, a producerek elégedetlenségét váltotta ki, Osii viszont annak tudatában is folytatta a film elkészítését, hogy több akcióval jobban eladható lenne a film. A Ghost in the Shell 2.0-n való munkálatok során Osii fő motivációja azt volt, hogy az eredeti film nem hasonlított a folytatásra, elsősorban látványvilágában. Úgy akarta feljavítani a filmet, hogy tükrözze a nézők a két film bemutatása között eltelt időben végbement szemléletváltását is.

### A szereplők és a helyszín megalkotása
Okiura Hirojuki karaktertervező és kulcsanimációs felügyelő a főszereplő Kuszanagi Motokót sokkal érettebbnek és komolyabbnak alkotta meg, mint ahogy az eredeti mangában megjelenik. Okiura a manga fiatalos, huszonéves ábrázolása helyett olyan érett külsőt választott a szereplőnek, ami megfelel mentális korának. Motoko viselkedése is mentes a mangában jellemző humoros arckifejezésektől és lázadó természetétől.
Osii a Páncélba zárt szellem helyszínének alapjául Hongkongot választotta. Első gondolata a jövőbeli helyszínhez egy ázsiai város volt, de lehetetlen lett volna a jövő városképének megtalálása, ezért úgy döntött, hogy Hongkong valós utcáit használja fel modellként. Elmondta, hogy Hongkong tökéletes hely és téma volt a filmnek számtalan cégtáblájával, felirataival és jellegzetes hangzavarával. A film mechatervezője, Takeucsi Acusi megjegyezte, habár a filmnek nincs kifejezett helyszíne, alapjául azonban nyilvánvalóan Hongkong szolgált, mert ez a város képviseli a film tematikáját, a régit és az újat, amely különös kapcsolatban áll az információáradat korában. A film felvétele előtt a művészek vázlatokat rajzoltak, amelyek kihangsúlyozták Hongkong kaotikus, zavaros és nyomasztó aspektusait.

### Animációs munka
A Páncélba zárt szellem animációs munkái során egy új eljárást, az úgynevezett digitálisan létrehozott animációt (digitally generated animation, DGA) alkalmazták, ami a hagyományos celluloidlapos animáció (cell animáció) és a számítógépes grafika (computer graphics, CG) ötvözése, amelyhez a hangot is digitalizálják. Ezzel az új technikával olyan látványelemeket érhettek el, amelyeket korábban túlságosan nehéz lett volna létrehozni. 1995-ben a DGA-t tartották az animáció jövőjének. A filmben a számítógépes grafikával előállított látványelemek három típusát alkalmazták: digitális elemekkel való munka, számítógép által létrehozott vizuális elemek és az emberi agy által felfogott látványvilág. A vágást az Avid Technology AVID rendszerével végezték, melyet azért választottak, mert sokoldalúbb és kevésbé korlátozott volt, mint más módszerek, és a különböző típusú médiákkal egy környezetben dolgozhattak együtt.
A digitális elemekkel való munka kiterjedt mind az eredeti illusztrációkra, kompozíciókra, mind a hagyományos cell animációval történő manipulációra, hogy mélységérzetet hozzon létre és érzelmeket idézzen elő. A szűrőeffektusokat a háttéren alkalmazva, azok lencsehatásával érték el a mélység és a mozgás érzékeltetését, az előtér körvonalának eltorzításával és a távoli háttér elmosásával. A Páncélba zárt szellem egy egyedi világítási rendszert használt, amelyben a világosságot és a sötétséget maguk a cell képkockák adták a fényforrások és árnyékok figyelembevételével, nem pedig a kontraszt és a fény változtatásával kerültek előállításra. Ogura Hiromasza látványtervező ezt „rendkívül szokatlan világítási technikának” nevezte.
Néhány speciális effektust, mint Motoko hőoptikai álcaruháját, TIMA szoftverrel rendereltek. A folyamat egyetlen rajzot használ, és annak megfelelően manipulálja a képet és a hátteret, hogy milyen torzító effektusra van szükség, mindezt pedig anélkül teszi, hogy az eredeti rajzot megváltoztatná. Az így gyártott effektust visszahelyezik a képbe a jelenet befejezéséhez. Mialatt a film számítógépes grafikával készült képeit technikailag könnyű volt előállítani, azok megjelenése többszöri felülvizsgálaton esett át, hogy a jövőt megfelelően reprezentáló megjelenést érjék el. A CG használatának egy másik aspektusa olyan képek és effektusok létrehozása volt, amelyek azt szemléltették, hogy a főhősök a digitális hálózatra való kapcsolódáskor az elektronikus agyukban mit látnak maguk előtt. Ezeket a CG-jeleneteket videoformátumban generálták és a gyártás végső szakaszában adták a filmhez.
A film nyitójelenetét többször megszakító, kijelzőn zöld számokból kialakuló stáblistáját Tanaka Szeicsi CG-rendező készítette. Tanaka olyan számítógépes nyelvet használt, amely a rómadzsi japán betűket alakítja át számokká, majd a számokat a számítógépbe bevéve generálta a stáblistát úgy, hogy a kódot a stábtagok számítógépes nyelven írt nevéből származtatta.
Nisikubo Tosihiko animációs rendező felelt a film realizmusáért, aki törekedett a mozgások és az effektek pontos ábrázolására. Ennek érdekében egy Guamon működő létesítményben végeztek fegyverekkel kapcsolatos kutatásokat. Nisikubo a film valósághű ábrázolásának szemléltetéseként kiemelte a tankjelenetet, ahol a lövedékek szikráznak, amikor fémhez csapódnak, de nem, amikor fallal találkoznak.

### Hang és zene
- Making of CyborgRészlet a film ikonikus Making of Cyborg című betétdalából

Nem tudod lejátszani a fájlt?
A Páncélba zárt szellem főszereplőit megszólaltató szeijúk Tanaka Acuko (Motoko), Ócuka Akio (Batou) és Kajumi Iemasza (Bábjátékos). A felvételeket egy csúcskategóriás stúdió végezte el, hogy kiváló minőségű hangot érjenek el. A hangzás megváltoztatására, különösen az elektronikus agyi beszélgetésekben, térhangosítást használtak. A Ghost in the Shell 2.0-ban a dialógusokat újra felvették, a szövegkönyvön pedig némileg változtattak a beszéd korszerűbbé tétele végett. Kajumi Iemaszát Szakakibara Josiko váltotta a Bábjátékos szerepében, ezáltal az eredetileg női testtel, de férfi hanggal rendelkező kiborg női hangot kapott.
A film zeneszerzője, Kavai Kendzsi a főtémához megpróbálta elképzelni a film világát és átadni annak lényegét a zenében. A nyitótémához, a Making of Cyborghoz Jamato-kori ősi japán nyelvet használt. Zenei aláfestésnek a rendező eredetileg egyszerű dobolást kért, Kavai azonban úgy érezte, egy kórus sokkal hatásosabb lenne. Mivel a japán népdalok hagyományosan nem tartalmaznak kórust, ezért a kompozíció bolgár stílusú akkordok és tradicionális japán jegyek keveréke. A kísértő hangulatú kórus, amely számos alkalommal felcsendül a filmben, egy esküvői dal, amelyet azért énekelnek, hogy eloszlassanak minden, hamarosan bekövetkező gonosz befolyást. Sarah Penicka-Smith szimfonikus karmester megjegyezte, hogy a dal szövege jól illeszkedik a Motoko és a 2501-es (a Bábjátékos) közötti egységhez a film végkifejletében. Kavai eredetileg bolgár népdalénekeseket szeretett volna alkalmazni, de nem talált megfelelő előadókat, így japán népdalénekeseket választott. A Mai amami ikken! című dal eltér a filmzene többi darabjától, az ugyanis egy kantoni nyelvű popdal Fang Kha-ving előadásában.
A film angol változatában a stáblista alatt a One Minute Warning című szám hallható, mely a Passengers néven együttműködő U2 és Brian Eno szerzeménye. A dal az Original Soundtracks No. 1 albumon jelent meg az album egyetlen filmdalaként. Andy Frain, a Manga Entertainment alapítója és a film vezető producere korábban az Island Records, a U2 kiadójának marketingigazgatója volt.

## Témák
Számos kritika foglalkozik a film szexualitással és nemi identitással kapcsolatos kérdéseivel. Sharalyn Orbaugh a Motoko testének létrehozását bemutató nyitójelenet kapcsán megjegyezte, hogy „tökéletesen paradox bevezetés egy olyan elbeszéléshez, amely a szexuális / nemi identitás és az önazonosság természetéről szól egy olyan jövőbeli világban, ahol a szexuális reprodukció átengedte helyét a mechanikai replikációnak”. Motoko női identitását és megjelenését autonóm alanyisággal ellensúlyozzák, amely egy reproduktív szervek nélküli, menstruálni nem képes kiborg testként manifesztálódik. Orbaugh a Motoko kiborg replikációját bemutató nyitójelenet és a menstruáció hiányának egymás mellé helyezésével arra világít rá, hogy már rögtön az elején nyilvánvalóvá válik, a film témája a poszthumán alany reproduktív szexualitásának problematikája.
A film bemutatja Motoko önazonosságával és létezésével kapcsolatos aggodalmait, amelyek a Bábjátékossal kialakított új reprodukciós forma (elméik egybeolvasztása) által létrejövő, teljes egyéniséggel rendelkező létformában oszlanak el. Austin Corbett szerint azzal, hogy a főhősre kihívó öltözete ellenére a nemiség felhangjai nélkül tekint a többi szereplő, szabaddá válik a hagyományosan felfogott nőiségtől, hozzátéve, hogy Motoko „nyíltan nőies, és határozottan nem nő”. Motokót „formás” és a történet középpontjában álló erős női főhősnek nevezve, aki „szinte végig folyamatosan meztelen”, Roger Ebert megjegyezte, hogy egy, a Film Quarterly-ben megjelent cikk szerint a salarymanek (fehérgalléros irodai alkalmazottak) kimerítő és embertelen életét élő japán férfiak – akik az animációs közönség nagyobb részét alkotják – a szabadságot és a hatalmat a nőkre vetíti ki, és könnyen azonosulnak a kitalált női szereplőkkel. Carl Silvio a Páncélba zárt szellemet egy „ellenálló film”-nek nevezte, mivel felcseréli a hagyományos nemi szerepeket, „felértékeli a [nemi jellegét vesztett] posztgender alanyt” és „háttérbe szorítja az anyagi test szexuális sajátosságait”.

## Megjelenések

### Japán
A Páncélba zárt szellem ősbemutatója 1995. szeptember 23-án volt a Tokiói Nemzetközi Filmfesztiválon, a mozik 1995. november 18-tól játszották Japán szerte a Shochiku forgalmazásában. VHS-en 1996. április 25-én, DVD-n 2004. február 25-én, Blu-rayen 2007. augusztus 24-én adta ki a Bandai Visual. 2004 decemberében egy különleges, két DVD-s kiadás is megjelent, melyben a második lemez a szereplők adatait, az alkotó és a rendező életrajzát, valamint a film előzetesét és bemutatóját tartalmazza.
A Ghost in the Shell 2.0 (GHOST IN THE SHELL／攻殻機動隊 2.0; Gószuto in za Seru / Kókaku kidótai 2.0; Hepburn: Gōsuto in za Sheru / Kōkaku kidōtai 2.0) című felújított változat az Égenjárók 2008-as bemutatásának ünneplésére készült. A Ghost in the Shell 2.0-ban bizonyos jeleneteket kicseréltek a legújabb digitális animációs technikákkal, köztük 3D-s CGI-jal, készített változatra. Új főcím, digitális képernyők és holografikus kijelzők láthatók a filmben, valamint néhány rövid jelenetet kivágtak belőle. A Ghost in the Shell 2.0 bemutatója 2008. július 12-én volt Tokió, Oszaka, Nagoja, Fukuoka és Szapporo filmszínházaiban. DVD-n és Blu-rayen 2008. december 19-én jelent meg Japánban a Bandai Visual által.

### Észak-Amerika
Az Egyesült Államokban a filmet 1996. június 18-án jelentette meg VHS-en a Manga Entertainment, 1998. március 31-én pedig DVD-n az Anchor Bay Entertainment. A Manga Entertainment 2009. november 24-én adta ki Blu-rayen; ez a változat az eredeti és a felújított filmet is tartalmazza, de nem tartalmazza az audiokommentárokat és az Osiival készült interjút sem. A Manga Entertainment és az Anchor Bay Entertainment 2014. szeptember 23-án újból megjelentették Blu-rayen a filmet teljesen új HD formátumban. Ezt a kiadványt kritika érte az angol fordítás hiányosságai és az 5.1-es japán hang és a ráadás tartalmak hiánya miatt.

### Magyarország
Magyarországon először televízióban volt látható a film, az M1 vetítette 2004. szeptember 15-én Szellem a kagylóban címmel, magyar szinkronnal, majd 2019. október 10-én a Paramount Channel is levetítette.
Mozibemutatója 2006. november 26-án volt az Odeon forgalmazásában. A kiadó még ez évben elkezdte DVD-n is forgalmazni, egylemezes, kétlemezes és digipack formátumokban. Elsőként a digipack jelent meg 2006. december 11-én, és csak az Xpress webáruházban volt kapható limitált számban. A kétlemezes DVD-kiadvány 2007. január 31-én, az egylemezes 2008. október 8-án került piacra. Mindegyik kiadványon megtalálható a japán 5.1-es és 6.1-es hang, az MTV által készíttetett 2.0-s és az új 5.1-es magyar hang és magyar felirat. A kétlemezes és digipack formátumok számos ráadás tartalommal bírnak, melyek egy részét a magyar kiadó készíttette: audiokommentár, werkfilmek a film készítésének körülményeiről és a digitális utómunkáról, érdekességek és információk a filmről és a szereplőkről, Páncélrománc: A cyberpunk krónikái – beszélgetés Kömlődi Ferenccel, Képregénybe zárt szellem – a manga és az anime összehasonlítása Varró Attilával, Szellem a vásznon – díszbemutató az Odeon-Lloyd moziban, Hangok a szellemhez – hogyan készült a szinkron, előzetes, exkluzív videóklip, A cyberpunk kulturális öröksége – dalok, klipek, képgaléria.
2022. december 23-án bekerült az HBO Max kínálatába egy harmadik magyar szinkronváltozattal, majd 2022. december 24-én a Cinemax is műsorra tűzte ezt a változatot.

## Filmzene
A Páncélba zárt szellem zenéjét Kavai Kendzsi szerezte és 1995. november 22-én jelent meg Japánban az RCA Records kiadásában. A lemez 11 számot tartalmaz, köztük Mizuno Josimasza Mai amami ikken! című dalát, melyet Fang Kha-ving énekel.
A Ghost in the Shell 2.0 bemutatása után, a film Kavai Kendzsi által újrahangszerelt, 6.1-es zenéje is kiadásra került a BMG Japan által 2008. december 17-én. A lemezre 12. számként felkerült a filmelőzetes háttérzenéje is. A hangmérnök Randy Thom (Skywalker Sound) volt, aki korábban a Páncélba zárt szellem 2. – Ártatlanságon dolgozott.
| Ghost in the Shell Original Soundtrack dallista | Ghost in the Shell Original Soundtrack dallista | Ghost in the Shell Original Soundtrack dallista | Ghost in the Shell Original Soundtrack dallista | Ghost in the Shell Original Soundtrack dallista | Ghost in the Shell Original Soundtrack dallista | Ghost in the Shell Original Soundtrack dallista | Ghost in the Shell Original Soundtrack dallista | Ghost in the Shell Original Soundtrack dallista | Ghost in the Shell Original Soundtrack dallista |
| #                                               | Cím | Hossz                                           |                                                 |                                                 |                                                 |                                                 |                                                 |                                                 |                                                 |
| ----------------------------------------------- | --- | ----------------------------------------------- | ----------------------------------------------- | ----------------------------------------------- | ----------------------------------------------- | ----------------------------------------------- | ----------------------------------------------- | ----------------------------------------------- | ----------------------------------------------- |
| 1.                                              | Utai I – Making of Cyborg (謡I-Making of Cyborg; Chant I – Making of Cyborg)                                                                                    | 4:29                                            |                                                 |                                                 |                                                 |                                                 |                                                 |                                                 |                                                 |
| 2.                                              | Ghosthack | 5:14                                            |                                                 |                                                 |                                                 |                                                 |                                                 |                                                 |                                                 |
| 3.                                              | Puppetmaster | 4:21                                            |                                                 |                                                 |                                                 |                                                 |                                                 |                                                 |                                                 |
| 4.                                              | Virtual Crime | 2:42                                            |                                                 |                                                 |                                                 |                                                 |                                                 |                                                 |                                                 |
| 5.                                              | Utai II – Ghost City (謡II - Ghost City; Chant II – Ghost City)                                                                                                 | 3:35                                            |                                                 |                                                 |                                                 |                                                 |                                                 |                                                 |                                                 |
| 6.                                              | Access | 3:16                                            |                                                 |                                                 |                                                 |                                                 |                                                 |                                                 |                                                 |
| 7.                                              | Nightstalker | 1:45                                            |                                                 |                                                 |                                                 |                                                 |                                                 |                                                 |                                                 |
| 8.                                              | Floating Museum | 5:05                                            |                                                 |                                                 |                                                 |                                                 |                                                 |                                                 |                                                 |
| 9.                                              | Ghostdive | 5:52                                            |                                                 |                                                 |                                                 |                                                 |                                                 |                                                 |                                                 |
| 10.                                             | Utai III – Reincarnation (謡III-Reincarnation; Chant III – Reincarnation)                                                                                       | 5:45                                            |                                                 |                                                 |                                                 |                                                 |                                                 |                                                 |                                                 |
| 11.                                             | Mai amami ikken! (Bonus track 挿入歌 毎天見一見！; Bonus track szónjú uta Mai amami ikken!; Hepburn: Bonus track sōnyū uta Mai amami ikken!; See You Everyday!) | 3:26                                            |                                                 |                                                 |                                                 |                                                 |                                                 |                                                 |                                                 |
| 45:30                                           | |                                                 |                                                 |                                                 |                                                 |                                                 |                                                 |                                                 |                                                 |

| Ghost in the Shell 2.0 Original Soundtrack dallista | Ghost in the Shell 2.0 Original Soundtrack dallista | Ghost in the Shell 2.0 Original Soundtrack dallista | Ghost in the Shell 2.0 Original Soundtrack dallista | Ghost in the Shell 2.0 Original Soundtrack dallista | Ghost in the Shell 2.0 Original Soundtrack dallista | Ghost in the Shell 2.0 Original Soundtrack dallista | Ghost in the Shell 2.0 Original Soundtrack dallista | Ghost in the Shell 2.0 Original Soundtrack dallista | Ghost in the Shell 2.0 Original Soundtrack dallista |
| #                                                   | Cím | Hossz                                               |                                                     |                                                     |                                                     |                                                     |                                                     |                                                     |                                                     |
| --------------------------------------------------- | --- | --------------------------------------------------- | --------------------------------------------------- | --------------------------------------------------- | --------------------------------------------------- | --------------------------------------------------- | --------------------------------------------------- | --------------------------------------------------- | --------------------------------------------------- |
| 1.                                                  | Utai I – Making of Cyborg (2.0 Ver.) (謡I-Making of Cyborg (2.0 Ver.); Chant I – Making of Cyborg (2.0 Ver.))                                                 | 4:28                                                |                                                     |                                                     |                                                     |                                                     |                                                     |                                                     |                                                     |
| 2.                                                  | Ghosthack (2.0 Ver.) | 5:17                                                |                                                     |                                                     |                                                     |                                                     |                                                     |                                                     |                                                     |
| 3.                                                  | Puppetmaster (2.0 Ver.) | 4:20                                                |                                                     |                                                     |                                                     |                                                     |                                                     |                                                     |                                                     |
| 4.                                                  | Virtual Crime (2.0 Ver.) | 2:42                                                |                                                     |                                                     |                                                     |                                                     |                                                     |                                                     |                                                     |
| 5.                                                  | Utai II – Ghost City (2.0 Ver.) (謡II - Ghost City (2.0 Ver.); Chant II – Ghost City (2.0 Ver.))                                                              | 3:37                                                |                                                     |                                                     |                                                     |                                                     |                                                     |                                                     |                                                     |
| 6.                                                  | Access (2.0 Ver.) | 3:14                                                |                                                     |                                                     |                                                     |                                                     |                                                     |                                                     |                                                     |
| 7.                                                  | Nightstalker (2.0 Ver.) | 1:46                                                |                                                     |                                                     |                                                     |                                                     |                                                     |                                                     |                                                     |
| 8.                                                  | Floating Museum (2.0 Ver.) | 5:05                                                |                                                     |                                                     |                                                     |                                                     |                                                     |                                                     |                                                     |
| 9.                                                  | Ghostdive (2.0 Ver.) | 5:52                                                |                                                     |                                                     |                                                     |                                                     |                                                     |                                                     |                                                     |
| 10.                                                 | Utai III – Reincarnation (2.0 Ver.) (謡III-Reincarnation (2.0 Ver.); Chant III – Reincarnation (2.0 Ver.))                                                    | 5:45                                                |                                                     |                                                     |                                                     |                                                     |                                                     |                                                     |                                                     |
| 11.                                                 | Mai amami ikken! (2.0 Ver.) (毎天見一見！ (2.0 Ver.); See You Everyday! (2.0 Ver.))                                                                           | 3:30                                                |                                                     |                                                     |                                                     |                                                     |                                                     |                                                     |                                                     |
| 12.                                                 | Kókaku kidótai jokoku BGM (2.0 Ver.) (攻殻機動隊予告BGM (2.0 Ver.); Hepburn: Kōkaku kidōtai yokoku BGM (2.0 Ver.); Ghost in the Shell Trailer BGM (2.0 Ver.)) | 3:03                                                |                                                     |                                                     |                                                     |                                                     |                                                     |                                                     |                                                     |
| 48:39                                               | |                                                     |                                                     |                                                     |                                                     |                                                     |                                                     |                                                     |                                                     |

## Fogadtatása és hatása

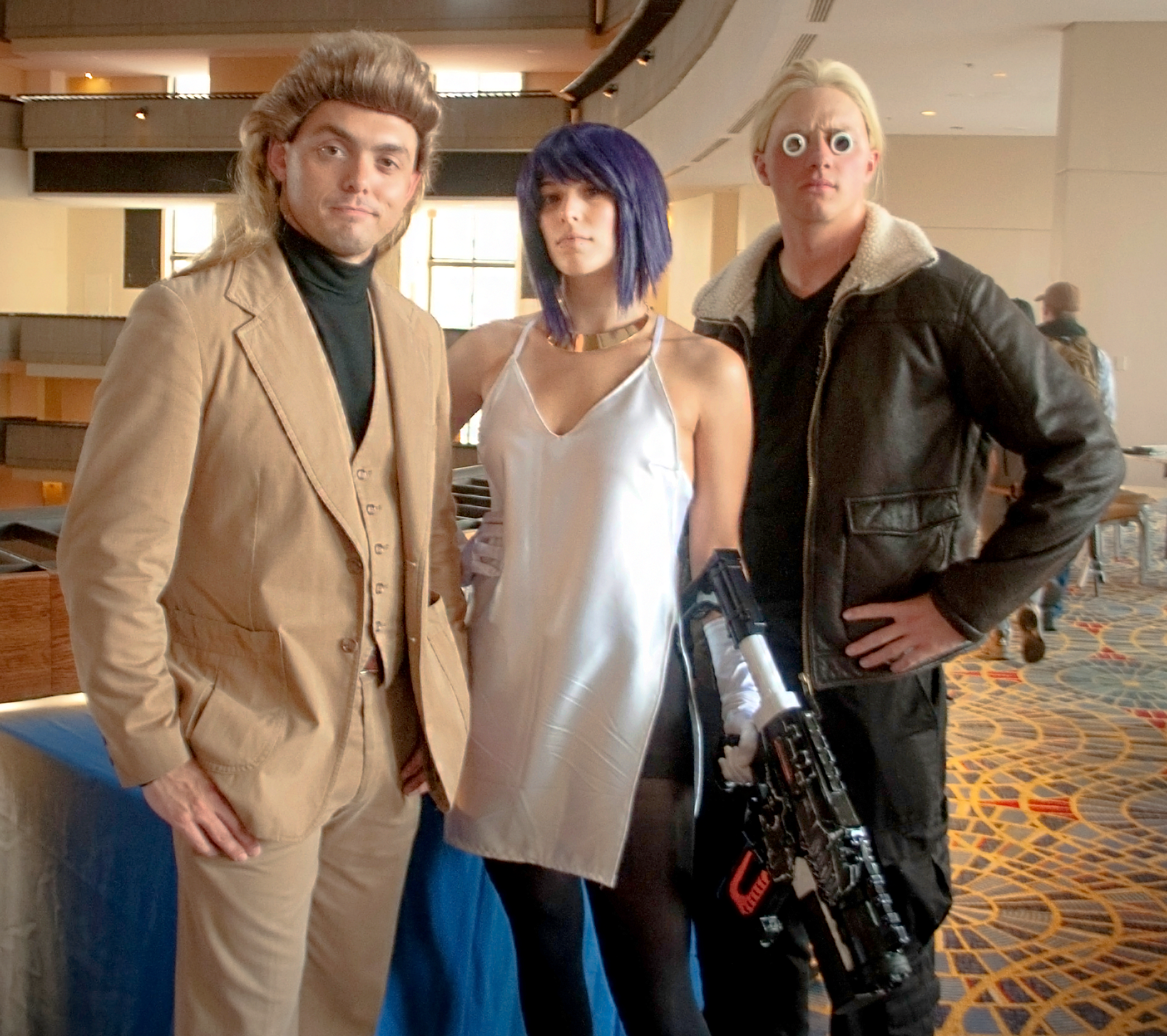
Ghost in the Shell-szereplőket imitáló cosplayjelmezesek a 2013-as Dragon Conon (balról jobbra: Togusza, Kuszanagi Motoko, Batou)

A Páncélba zárt szellem közel 2,3 millió dollár bevételt hozott világszerte, így nem volt nyereséges, azonban kultuszfilmmé válásának köszönhetően a későbbi – elsősorban külföldi – házimozi-eladások pótolták a veszteséget. Az első animefilm volt, amely felkerülhetett a Billboard No. 1. videoeladási listájára 1996-ban, 1997-ig több mint 200 000 VHS-t adtak el az Egyesült Államokban, 2002-ben pedig már 1,6 millió eladott házimozi-kiadvánnyal (VHS, LD, DVD) számoltak világszerte, melyből csak 100 000 kelt el Japánban, több mint 1 milliót az Egyesült Államokban értékesítettek. 2006-ban a 9. legjobban eladott anime DVD volt a tengerentúlon.
A filmet széles körben tekintik minden idők egyik legjobb animefilmjének, a kritikusok külön dicsérik a hagyományos celluloidlapos animáció és a CGI kombinálásával megvalósított látványvilágot, az animerajongók körében kultuszfilmmé vált és számos kiemelkedő filmkészítőre hatással volt. A Wachowski testvérek, a Mátrix-trilógia alkotói, mikor Joel Silver producernek először megmutatták az animét, azt mondták: „Mi ezt meg akarjuk csinálni hús-vér emberekkel”. Isikava Micuhisza, aki a Production I.G producereként dolgozott az animációs filmen, megjegyezte, hogy a kiváló minőségű látvány erős inspirációforrásként szolgált a Wachowski testvéreknek. A Mátrix több ikonikussá vált elgondolást is átvett a filmből, mint a kiberteret jelző zöld számok digitális „esőjét”, melyet a film nyitójelenete inspirált, vagy azt, ahogy a szereplők a tarkójukon található lyukon keresztül csatlakoznak a Mátrixhoz. James Cameron, akinek az Avatar című filmjéhez inspirációs forrásként szolgált, a következőket mondta: „Lenyűgöző spekulatív fikciós alkotás, az első valóban felnőtteknek szóló animációs film, amely irodalmi és vizuális szinten is kiváló”. 
Párhuzamot vontak még Steven Spielberg A. I. – Mesterséges értelem, Jonathan Mostow Hasonmás, Christopher Nolan Eredet és Kon Szatosi Paprika című filmjével és Joss Whedon Dollhouse – A felejtés ára című televíziós sorozatával is.
Niels Matthijs a Twitch Film munkatársa szerint a Páncélba zárt szellem nemcsak alapvető film a japán animációban, Kubrick 2001: Űrodüsszeiájával és Tarkovszkij Solarisával könyvadaptációk egy olyan hármasát alkotja, melyek népszerűségben túlszárnyalták az eredeti műveket és egy már népszerű márkának adtak új jelentést. Személyes kedvenceinek listáján a 48. helyet foglalja el. Raphael See a T.H.E.M. Anime Reviewstól ötből négy csillagot adott, dicsérve a rajzmunkát és a látványvilágot: „az animáció tiszta, gördülékeny és villámgyors, a rajzolás szeszélyes és éles”; azonban bírálta, hogy a végkifejlet kiszámítható. Clark Collis az Empire magazintól úgy vélekedett, hogy a film kiszámítható volt, de dicsérte az alkotói értékét, mely „mindenben megfelel annak, ami Hollywoodban készült akkoriban”. Chris Beveridge, a Mania.comtól vegyes kritikát írt a filmről, leszögezve, hogy „egy jó történet, de útközben néha megtorpan”. A The Nihon Review szintén dicsérte a rajzolást és az animációt, de néhány jelenetet „hasztalannak” talált. Johnathan Mays az Anime News Network újságírója méltatta a film számítógépes effektekkel kombinált hagyományos animációját, melyről úgy vélekedett, hogy „talán az egyik legjobb szintézis, amely animében valaha látható volt”. Helen McCarthy a 500 Essential Anime Movies című könyvében a „valaha megalkotott egyik legjobb animének” nevezi. Dicsérettel illeti a forgatókönyvet és az atmoszferikus filmzenét, hozzátéve, hogy „az akciójelenetek vannak annyira jók, mint napjaink CGI-effektekkel támogatott hollywoodi blockbustereiben, amelyek még mindig ámulatba ejtők.” Roger Ebert négyből három csillagot adott a filmnek, pozitívumként kiemelve a látványt, a zenét és a film témáját, de úgy érezte, hogy elsőre túl bonyolult és zavaros ahhoz, hogy megszólítson egy nagyobb nézőközönséget; ez nem egészen a második óráig tart, amikor a történet kezd értelmet kapni.
A Páncélba zárt szellem a 106. helyet szerezte meg minden idők 150 legjobb animációs filmjét és sorozatát tartalmazó listáján, amelyet a 2003-as Tokiói Laputa Animációs Fesztiválra készítettek el egy nemzetközi szintű felmérés során, 140 animációs művész és kritikus megkérdezésével. A Rotten Tomatoes filmkritikai oldalon 96%-ban pozitív értékelést kapott és 51 kritika alapján 7,77/10-es átlagpontozást állapították meg. Kritikai konszenzusnak a következőt írja: „A modern animációt lenyűgöző módon kezelve, a Ghost in the Shell egy átgondolt, összetett csemege az animerajongók számára és egy tökéletes bemutató a műfaj új nézőinek.” A Time Out munkatársai a 83. helyre sorolták a filmet a 100 legjobb animációs filmet tartalmazó listájukon. A Total Film 75 legnagyobb animációs filmjét tartalmazó listáján a 39. helyet érte el. A Japán Kulturális Ügyekért Felelős Hivatal egy 2007-es közönségszavazásán a Páncélba zárt szellemet az 1990-es évek második legjobb japán animációs filmjének és minden idők tizedik legjobb japán animációjának választották. 2001-ben a Wizards Anime magazin 50 legjobb Észak-Amerikában megjelent animét tartalmazó listáján a negyedik helyet foglalta el a film. 2020-ban az Empire minden idők 50 legnagyobb sci-fi mozifilmjét felhozó listáján a 26. helyen szerepel a Páncélba zárt szellem.
Az Anime Stars kritikusa abban látja a film népszerűségét vagy éppen népszerűtlenségét, hogy mindenkinek mást mond, mindenki megtalálja benne a neki szóló választ. Az ismertető zárásaként így fogalmaz: „[…] a film olyan, mint a hagyma. Van, akinek csípi a szemét, van, aki a hagymát is hagymával enné, de az biztos, hogy réteges. Tehát senki ne habozzon elmerülni a rétegek között, mindig találhat valami újat.” A Mondo magazin szerkesztői szerint a Páncélba zárt szellem túllépett az animék világán és a cyberpunk műfaj egyik alapműve lett, s ennek köszönheti, hogy az animék egyik „legfőbb hírvivőjévé” vált a nyugati világban. Dicsérték, hogy a film olyan kérdéseket feszeget, amellyel a nyugati filmekben sem foglalkoztak addig.

## Díjak és jelölések
| Év        | Díj                                        | Kategória                                                                               | Jelölt(ek)   | Eredmény |
| --------- | ------------------------------------------ | --------------------------------------------------------------------------------------- | ------------ | -------- |
| 1996      | Jokohamai Filmfesztivál                    | Fesztivál díja a legjobb forgatókönyvért (a Gamera daikaidzsú kucsu kesszennel közösen) | Itó Kazunori | Elnyerte |
| 1996      | Sitges Katalóniai Nemzetközi Filmfesztivál | Legjobb film                                                                            | Osii Mamoru  | Jelölve  |
| 1997      | Fantasporto                                | Nemzetközi fantasy film-díj – Különdíj                                                  | Osii Mamoru  | Elnyerte |
| 1997      | Fantasporto                                | Nemzetközi fantasy film-díj a legjobb filmért                                           | Osii Mamoru  | Jelölve  |
| 1997      | Gérardmer Filmfesztivál                    | Különdíj                                                                                | Osii Mamoru  | Elnyerte |
| 1997      | World Animation Celebration                | WAC-győztes: Legjobb mozifilm; Mozifilm legjobb rendezője és animációja                 | Osii Mamoru  | Elnyerte |
| Források: |                                            |                                                                                         |              |          |

## Kapcsolódó média
A filmhez 1995. november 20-án kiadtak egy Photo CD-t, mely körülbelül 100 képet tartalmaz, köztük eredeti színes képeket, animációs anyagokat és lőfegyverterveket. Endó Akira spin-off regényt írt Ghost in the Shell: Burning City (攻殻機動隊灼熱の都市; Kókaku kidótai sakunecu no tosi; Hepburn: Kōkaku kidōtai shakunetsu no toshi) címmel, amit 1995 novemberében publikált a Kodansha. Folytatása, a Ghost in the Shell 2: Star Seed (攻殻機動隊2: Star Seed; Kókaku kidótai 2: Star Seed; Hepburn: Kōkaku kidōtai 2: Star Seed) 1998 januárjában jelent meg. Analysis of Ghost in the Shell címmel egy könyvet adott ki a Kodansha 1995. november 17-én.
2004-ben Osii Mamoru rendezésében elkészült a film folytatása, a Páncélba zárt szellem 2. – Ártatlanság. Mivel a filmnek drámaibb az atmoszférája, cselekménye pedig nem egyetlen személy köré épül, inkább tekinthető önálló műnek, semmint folytatásnak. 2017. március 31-én mutatták be az amerikai élőszereplős adaptációt Scarlett Johansson főszereplésével.

## Fordítás
- Ez a szócikk részben vagy egészben  a   Ghost in the Shell (1995 film) című angol Wikipédia-szócikk ezen változatának fordításán alapul.  Az eredeti cikk szerkesztőit annak laptörténete sorolja fel. Ez a jelzés csupán a megfogalmazás eredetét és a szerzői jogokat jelzi, nem szolgál a cikkben szereplő információk forrásmegjelöléseként.